# Владімір Амброс (футболіст)
Владімір Амброс (рум. Vladimir Ambros; нар. 30 грудня 1993, Кишинів) — молдовський футболіст, нападник клубу «Петрокуб».
Виступав, зокрема, за клуби ЦСКА-Рапід (Кишинів), «Петрокуб» та «Шериф», а також національну збірну Молдови.
Володар Кубка Молдови. Чемпіон Молдови.

## Клубна кар'єра
У дорослому футболі дебютував 2013 року виступами за команду клубу ЦСКА-Рапід (Кишинів), в якій провів один сезон, взявши участь у 13 матчах чемпіонату.
Своєю грою за цю команду привернув увагу представників тренерського штабу клубу «Петрокуб», до складу якого приєднався 2014 року. Відіграв за клуб з Хинчешти наступні два сезони своєї ігрової кар'єри. Більшість часу, проведеного у складі «Петрокуба», був основним гравцем атакувальної ланки команди. У складі «Петрокуба» був одним з головних бомбардирів команди, маючи середню результативність на рівні 0,52 голу за гру першості.
У 2017 році на правах оренди грав за «Шериф», після чого повернувся у «Петрокуб».

## Виступи за збірну
У 2015 році дебютував в офіційних матчах у складі національної збірної Молдови.

## Титули і досягнення
- Володар Кубка Молдови (2):

«Шериф»: 2016–2017: «Петрокуб»: 2019–2020
- Чемпіон Молдови (1):

«Шериф»: 2016–2017
- Найкращий бомбардир Чемпіонату Молдови (2):

«Петрокуб»: 2018, 2022